# Astragalus aktauensis
Astragalus aktauensis är en ärtväxtart som beskrevs av Nikolai Fedorovich Gontscharow. Astragalus aktauensis ingår i släktet vedlar, och familjen ärtväxter. Inga underarter finns listade i Catalogue of Life.